# Ho saputo che partivi/Le ciliegie
Ho saputo che partivi/Le ciliegie è il primo singolo di Fiorella Mannoia pubblicato nel 1968.

## Tracce
Lato A
1. Ho saputo che partivi – 2:51 (testo: Flogal – musica: Virgilio Braconi)

Lato B
1. Le ciliegie – 3:04 (testo: Francesco Specchia – musica: Riccardo Zappa)